# Henry Lark Pratt

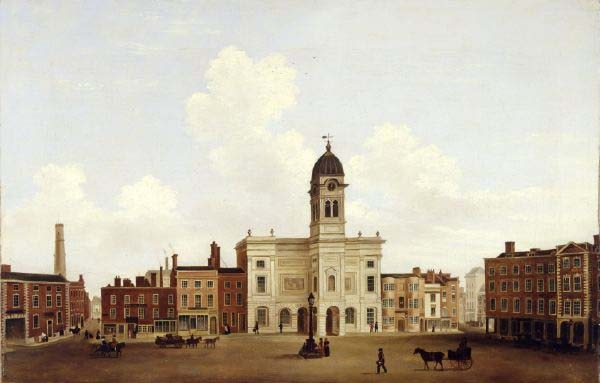
La plaça del mercat de Derby (1850)

Henry Lark Pratt (1805–1873) fou un pintor anglès que es va formar en la indústria de la porcellana.

## Biografia

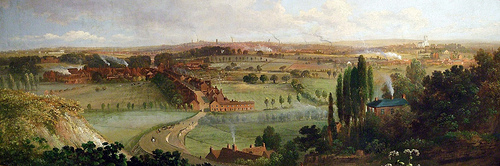
Etruria als marges del riu Basford

Pratt va néixer a la parròquia de Sant Pere de Derby el 16 de febrer de 1805 i quan tenia uns 12 anys va entrar com aprenent en el comerç de la porcellana a la Fàbrica de Derby. Va acabar la seva formació el 1824 i es va quedar a Derby fins a 1830. Des de 1831 fins al novembre de 1836 va treballar com a pintor per a la fabricació de ceràmica Mintons de Stoke-on-Trent (Staffordshire). Sis mesos de deixar la fàbrica, es va casar amb Margaret Windsor amb qui va tenir nou fills: el primer, l'any 1837, i els cinc primers naixeran a Stoke-on-Trent. Li van posar el nom de Henry Lark Pratt a un dels seus fills, nascut el 1839, que de vegades és confús, ja que també es va convertir en artista.
En el cens de 1841, Pratt ja figurava com a artista i el 1844 es va començar a interessar per la pintura a l'oli, quan llavors va ser contractat per esbossar les sales senyorials dels comtats propers. Li agradava la pintura i estava interessat en els paisatges i, sobretot, la vall de Dovedale, situada entre Derbyshire i Staffordshire. Alguns dels seus clients destacats van ser els ducs de Devonshire i la Reina Victòria, qui va reservar un servei de taula amb vistes del Castell de Windsor, que Pratt havia pintat.
El 1851 tornà a Derby, on amb les seves habilitats artístiques encara es guanyava la vida i podia mantenir la seva dona i els seus fills. Va morir el 3 de març de 1873 a Stoke-on-Trent.
El seu fill Henry Pratt Lark es va canviar el nom a Hinton, per evitar confusions amb el seu pare, però sense gaire èxit, ja que hi ha quadres seus signats com "H. L. Pratt". El 1867 Pratt fill va exhibir una pintura a la Royal Academy of Arts i, sis anys més tard, una altra de les seves pintures va ser acceptada per la Royal Society of British Artists. Va morir el 1875 als 36 anys.

## Museus
El Derby Museum and Art Gallery, de la seva ciutat natal, i la galeria de Newcastle-under-Lyme tenen diverses pintures de Hanry Lark Pratt.